# Sữa trứng đông lạnh
Sữa trứng đông lạnh là một món tráng miệng lạnh tương tự như kem, nhưng được làm bằng trứng ngoài kem và đường. Nó thường được giữ ở nhiệt độ ấm hơn so với kem và thường có độ đặc cao hơn.

## Đặc điểm
Tại Mỹ, Cục Quản lý Thực phẩm và Dược phẩm yêu cầu các sản phẩm được bán trên thị trường dưới dạng sữa trứng đông lạnh phải chứa ít nhất 10% chất béo sữa và 1,4% chất rắn lòng đỏ trứng. Nếu nó có tỷ lệ chất rắn lòng đỏ trứng nhỏ hơn, nó được coi là kem.
Sữa trứng đông lạnh thực sự là một món tráng miệng rất đặc. Kem phục vụ mềm có thể có tỷ lệ vượt quá 100%, nghĩa là một nửa sản phẩm cuối cùng bao gồm chứa không khí. Sữa trứng đông lạnh, khi được làm trong tủ đông liên tục sẽ có tỷ lệ vượt 15%-30% tùy thuộc vào nhà sản xuất máy (tỷ lệ phần trăm vượt quá tương tự như gelato). Không khí không được bơm vào hỗn hợp, cũng không được thêm vào như một "thành phần" mà rơi vào trạng thái đông lạnh bởi sự khuấy trộn của chất lỏng tương tự như đánh một Bánh trứng đường. Tỷ lệ cao của bơ và lòng đỏ trứng mang lại cho sữa trứng đông lạnh một kết cấu dày kem và mịn hơn so với kem. Sữa trứng đông lạnh có thể được phục vụ ở −8 °C (18 °F), ấm hơn so với −12 °C (10 °F) tại đó kem được phục vụ, để tạo ra một sản phẩm phục vụ mềm.
Một sự khác biệt khác giữa sữa trứng đông lạnh được sản xuất thương mại và kem thương mại là cách đông lạnh. Hỗn hợp đi vào một ống làm lạnh và khi nó đóng băng, lưỡi dao sẽ cạo kem sản phẩm ra khỏi thành thùng. Bây giờ sữa trứng đông lạnh được thải trực tiếp vào các thùng chứa mà từ đó nó có thể được dùng. Tốc độ mà sản phẩm rời khỏi thùng sẽ giảm thiểu lượng không khí trong sản phẩm nhưng quan trọng hơn là đảm bảo rằng các tinh thể băng được hình thành rất nhỏ.

## Liên kết
- FDA Standards for Frozen Desserts